# Thanatus coreanus
Thanatus coreanus es una especie de araña cangrejo del género Thanatus, familia Philodromidae. Fue descrita científicamente por Paik en 1979.

## Distribución
Esta especie se encuentra en Rusia (Siberia del Sur, Lejano Oriente), Corea y China.